# North Shropshire
North Shropshire este un district ne-metropolitan situat în Regatul Unit, în comitatul Shropshire din regiunea West Midlands, Anglia.

## Orașe din cadrul districtului
- Ellesmere
- Market Drayton
- Wem
- Whitchurch

## Vedeți și
- Listă de orașe din Regatul Unit